# ジェームズ4世 (スコットランド王)
ジェームズ4世（{James IV, 1473年3月17日 - 1513年9月9日）は、スコットランド王（在位：1488年 - 1513年）。ジェームズ3世とデンマーク王クリスチャン1世（スウェーデンとノルウェーの王も兼ねた）の娘マーガレット（マルグレーテ）の子。

## 生涯
1488年、ソーキバーンの戦いで死んだ父の跡を継いで15歳で即位。ソーキバーンの戦いでは反乱軍の名目上の指導者となっていたのであるが、父の死に際して自分が演じた役割に気付いて、四旬節のたびごとにシリスを着用して自らの罪の償いを行った。
ジェームズ4世は大変有能な統治者で、反乱を鎮圧し、芸術を奨励し、銃器製造や造船業などにとりわけ力を注いだ。イングランドとは1502年に平和条約（Treaty of Perpetual Peace）を締結し、1503年にヘンリー7世の娘マーガレット・テューダーとホリールード寺院で結婚式を挙げた。2人の間には4男2女が生まれたが、成人したのは三男のジェームズ（のちのジェームズ5世）だけだった。
イタリア戦争の余波でイングランドとフランスの間で戦争が始まると、イングランドとの平和条約とフランスとの古い同盟 (Auld Allianc) の板挟みになった。1513年イングランドの新しい王ヘンリー8世がフランスへの侵入を図ると、イングランドへ宣戦布告したが、フロドゥンの戦いでノーフォーク公に大敗し、ジェームズ4世も戦死した。

## 子女
マーガレット・テューダーとの間には以下の4男2女が生まれたが、三男のジェームズ以外は早世した。
- ジェームズ（1507年2月21日 - 1508年2月27日）
- 女子（1508年7月15日） - 生まれた日に死去
- アーサー（1509年10月20/21日 - 1510年7月14/15日）
- ジェームズ5世（1512年 - 1542年） - スコットランド王
- 女子（1512年11月） - 生まれた日に死去
- アレグザンダー（1514年4月30日 - 1515年12月18日） - ロス公

マリオン・ボイドとの間に以下の庶子をもうけた。
- アレグザンダー（英語版）（1493年? - 1513年） - セント・アンドルーズ大司教（英語版）
- キャサリン（? - 1554年以降） - 第3代モートン伯爵ジェームズ・ダグラス（英語版）と結婚

ジャネット・ケネディとの間に以下の庶子をもうけた。
- ジェームズ（英語版）（1500年 - 1544年） - 初代マリ伯

初代ドラモンド卿ジョン・ドラモンドの娘マーガレットとの間に以下の庶子をもうけた。
- マーガレット（英語版）（1497年? - ?） - ゴードン卿ジョン・ゴードン（英語版）と結婚、のちサー・ジョン・ドラモンド（英語版）と結婚。

初代バカン伯爵ジェームズ・ステュアートの娘イザベラとの間に以下の庶子をもうけた。
- ジャネット（? - 1560/3年） - 第3代フレミング卿マルコム・フレミング（英語版）と結婚